# Albertisia undulata
Albertisia undulata är en tvåhjärtbladig växtart som först beskrevs av William Philip Hiern, och fick sitt nu gällande namn av Lewis Leonard Forman. Albertisia undulata ingår i släktet Albertisia och familjen Menispermaceae. Inga underarter finns listade i Catalogue of Life.